# Cyanopica
Cyanopica je rod ptáků z čeledi krkavcovití (Corvidae). Český název je straka. Rod je rozšířen na Pyrenejském poloostrově a ve východní Asii.

## Systém
Seznam dosud žijících druhů:
- Straka iberská – Cyanopica cooki
- Straka modrá – Cyanopica cyanus